# Traktat waszyngtoński (1922)

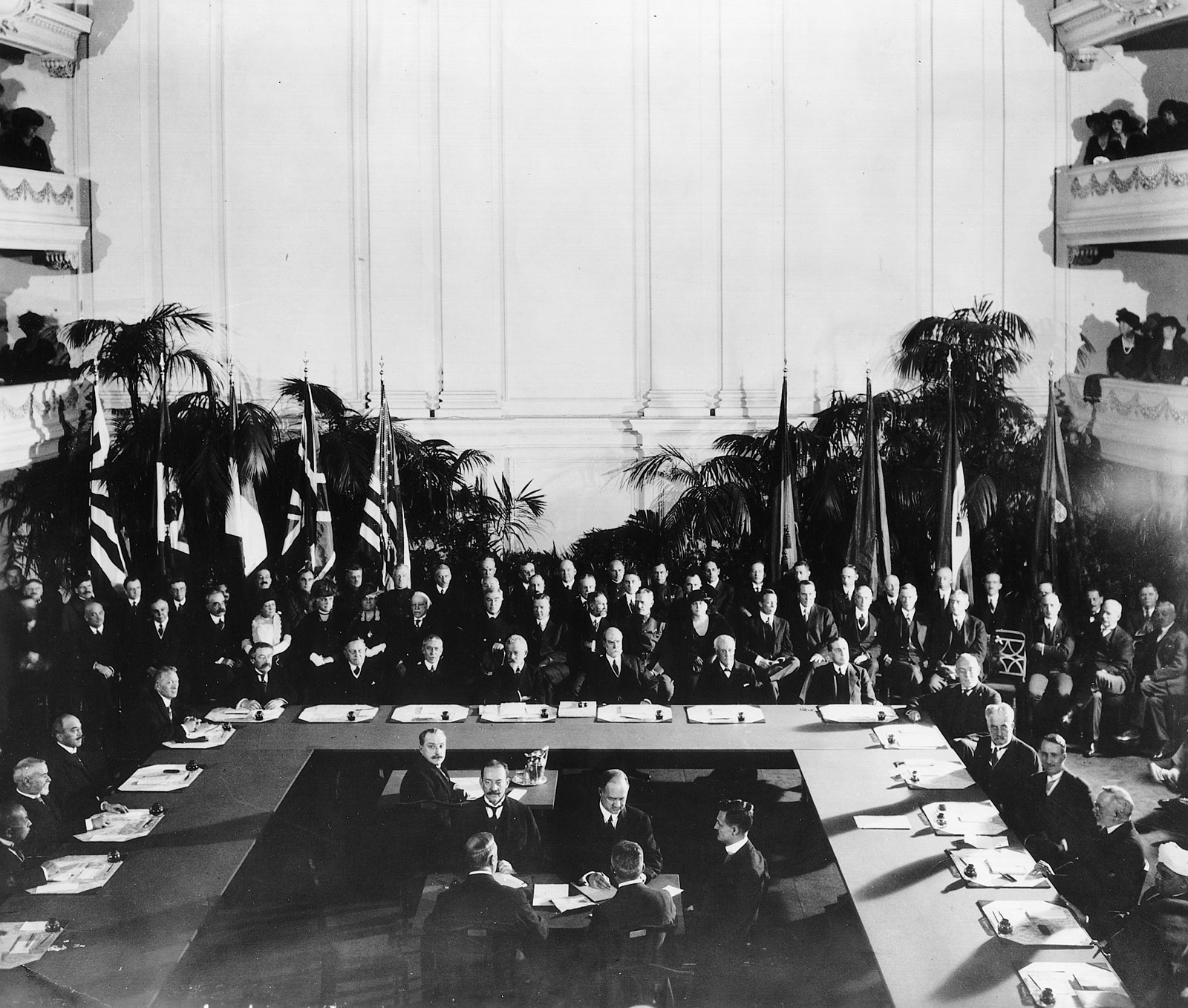
6 lutego 1922 roku, ceremonia podpisania traktatu waszyngtońskiego

Traktat waszyngtoński (ang. Washington Naval Treaty) – porozumienie międzynarodowe podpisane 6 lutego 1922 roku, regulujące i ograniczające zbrojenia morskie, zawarte na skutek konferencji waszyngtońskiej (12 listopada 1921 – 6 lutego 1922 roku), przez Stany Zjednoczone, Wielką Brytanię, Francję, Włochy i Japonię. Traktat ogłoszono po ratyfikowaniu przez państwa 21 sierpnia 1923 roku. Po wypowiedzeniu w 1934 roku traktatu przez Japonię, wygasł nieprzedłużony w roku 1938.

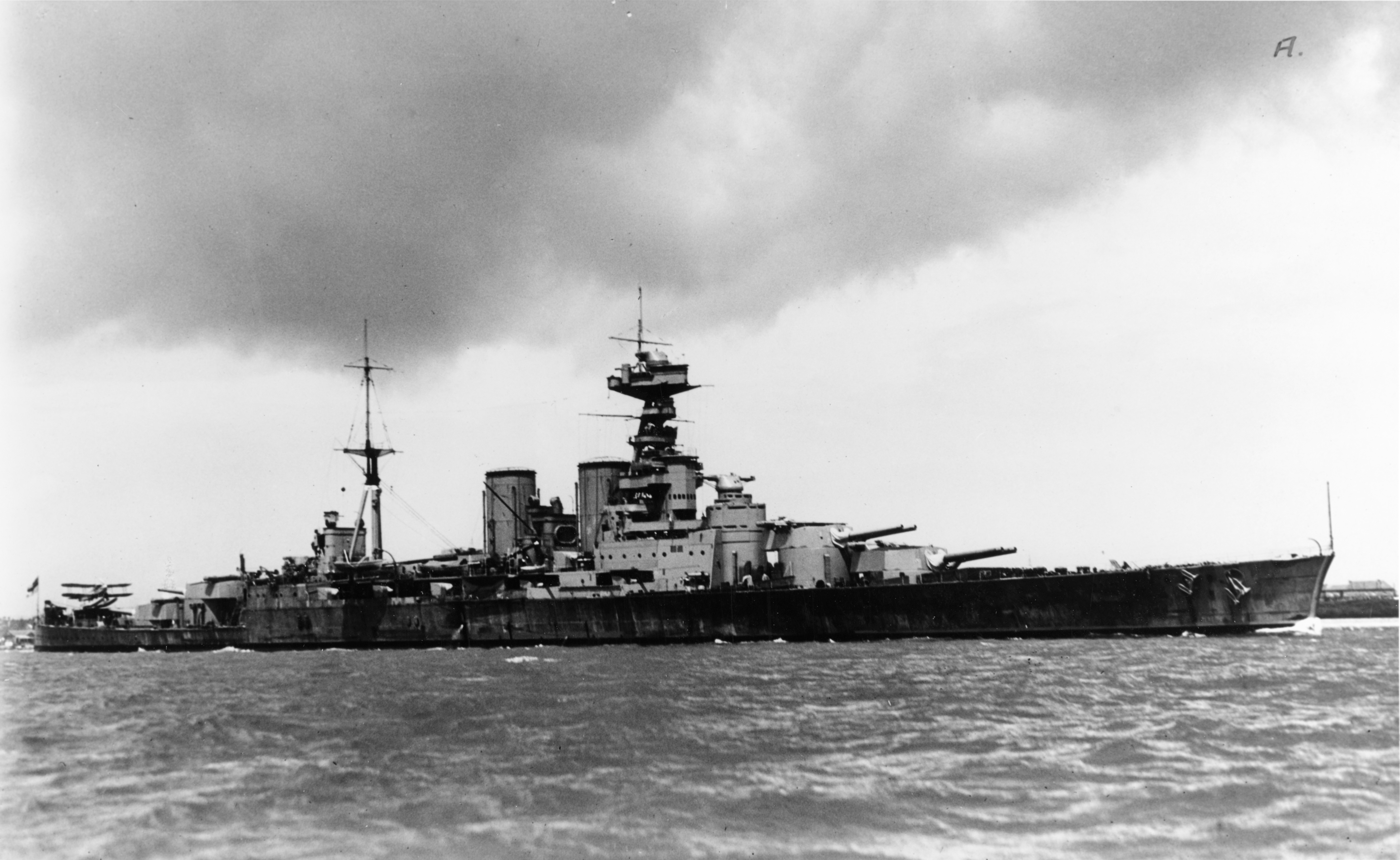
Brytyjski krążownik liniowy HMS „Hood” na skutek traktatu pozostał największym okrętem świata w okresie międzywojennym

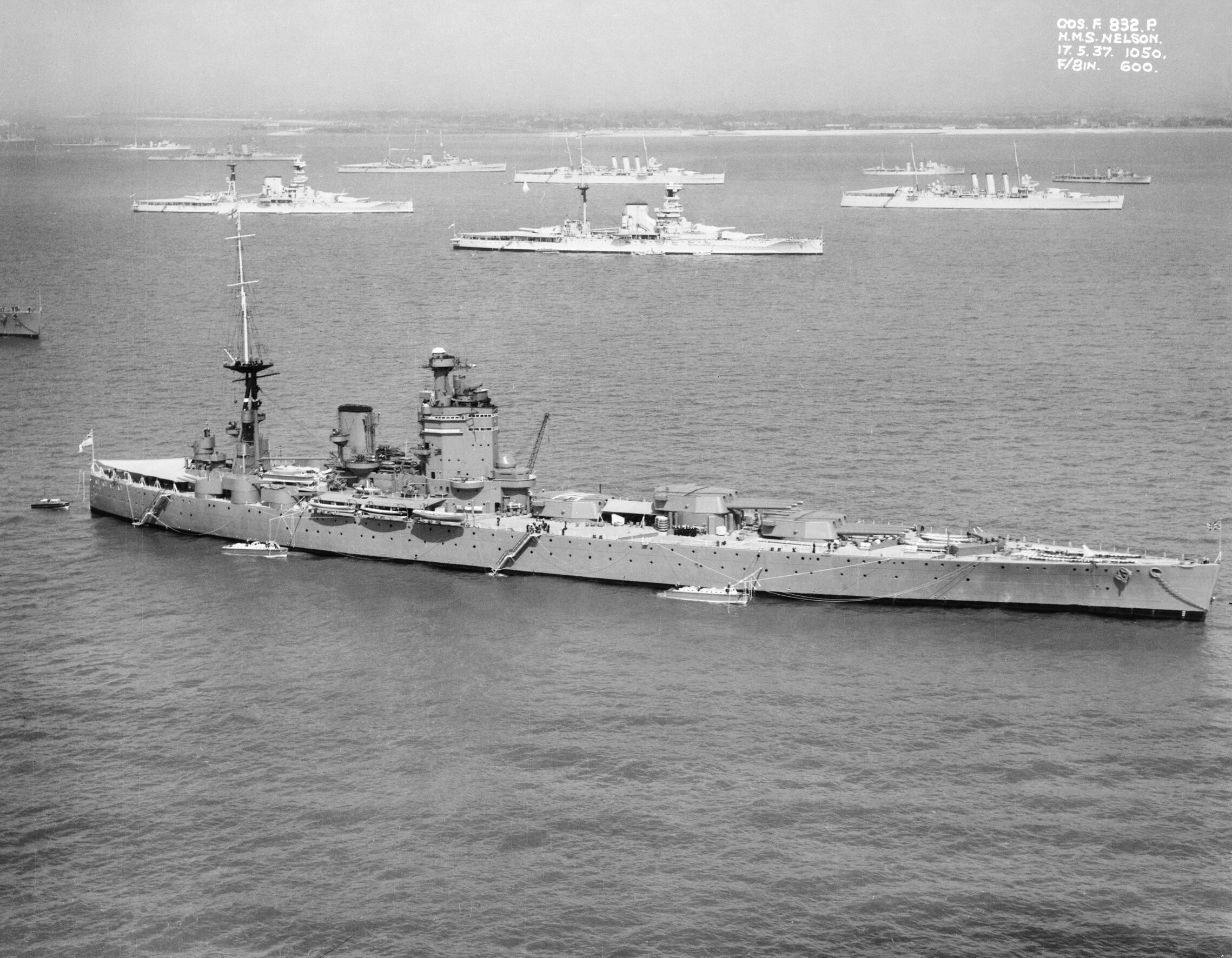
HMS „Nelson” – przedstawiciel jedynego typu nowych pancerników, zbudowanego podczas 15-letnich „wakacji morskich”

## Powód
Projekt konferencji został wysunięty przez Amerykanów zaniepokojonych nagłym wzrostem potęgi morskiej Japonii. Celami konferencji było ograniczenie zbrojeń morskich, ograniczenie również sił lądowych i uregulowanie sytuacji w Chinach i na Oceanie Spokojnym.

## Postanowienia
Konferencja waszyngtońska unaoczniła fakt obniżenia się znaczenia i roli Wielkiej Brytanii jako dawnej największej potęgi morskiej. Brytyjczycy musieli zgodzić się na równość w tym względzie ze Stanami Zjednoczonymi, które zresztą od końca XIX wieku do tego aspirowały, rozbudowując znacznie swoją flotę. Japonia na razie jeszcze musiała zgodzić się na pozycję drugiego rzędu. Francję zepchnięto do kategorii trzeciej, zrównując ją z Włochami.
Francja obroniła zasadę nieograniczania tonażu i liczebności jednostek średnich i mniejszych oraz okrętów podwodnych. W efekcie, traktat ograniczył jedynie liczbę posiadanych i budowanych okrętów liniowych, uważanych tradycyjnie za główną siłę flot, a także nowo powstających lotniskowców.
| Państwo           | Pancerniki i krążowniki liniowe | Pancerniki i krążowniki liniowe | Lotniskowce            |
| Państwo           | tymczasowo                      | docelowo                        | Lotniskowce            |
| ----------------- | ------------------------------- | ------------------------------- | ---------------------- |
| Wielka Brytania   | 558 950 ts                      | 525 000 ts (533 000 t)          | 135 000 ts (137 160 t) |
| Stany Zjednoczone | 525 850 ts                      | 525 000 ts (533 000 t)          | 135 000 ts (137 160 t) |
| Japonia           | 301 320 ts                      | 300 000 ts (320 000 t)          | 81 000 ts (82 296 t)   |
| Francja           | 221 170 ts                      | 175 000 ts (178 000 t)          | 60 000 ts (60 960 t)   |
| Włochy            | 182 800 ts                      | 175 000 ts (178 000 t)          | 60 000 ts (60 960 t)   |

Ostateczne porozumienie sformułowano w traktacie podpisanym 6 lutego 1922 r. Główne porozumienie przewidywało, że docelowo siły morskie pięciu wchodzących w grę mocarstw przedstawiać się będą według stosunku 5 : 5 : 3 : 1,75 : 1,75. Wielkość 5 była przewidziana dla Wielkiej Brytanii i Stanów Zjednoczonych, 3 dla Japonii, a 1,75 dla Francji i Włoch.

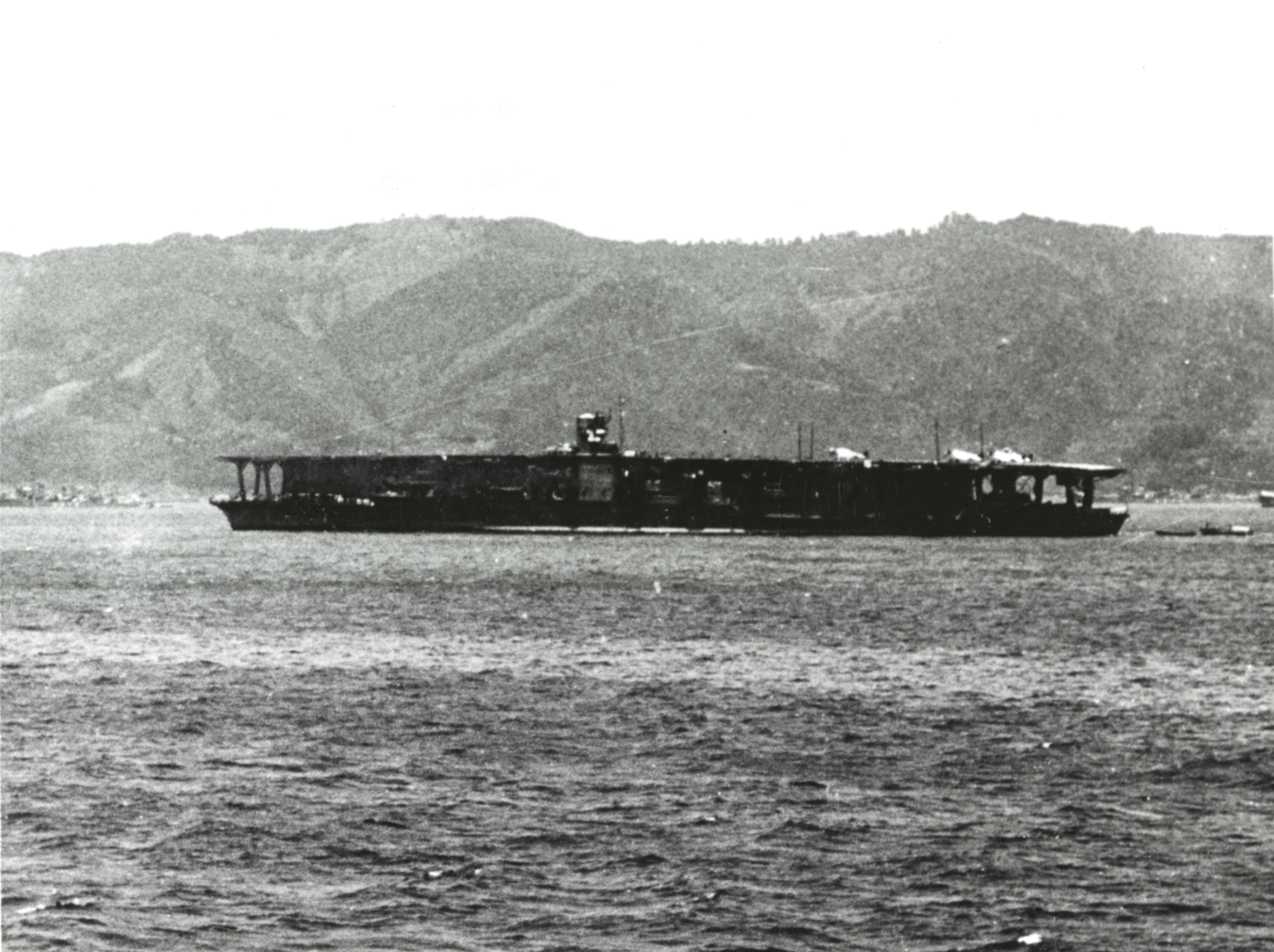
Japoński lotniskowiec „Akagi” przebudowany z nieukończonego na skutek traktatu krążownika liniowego

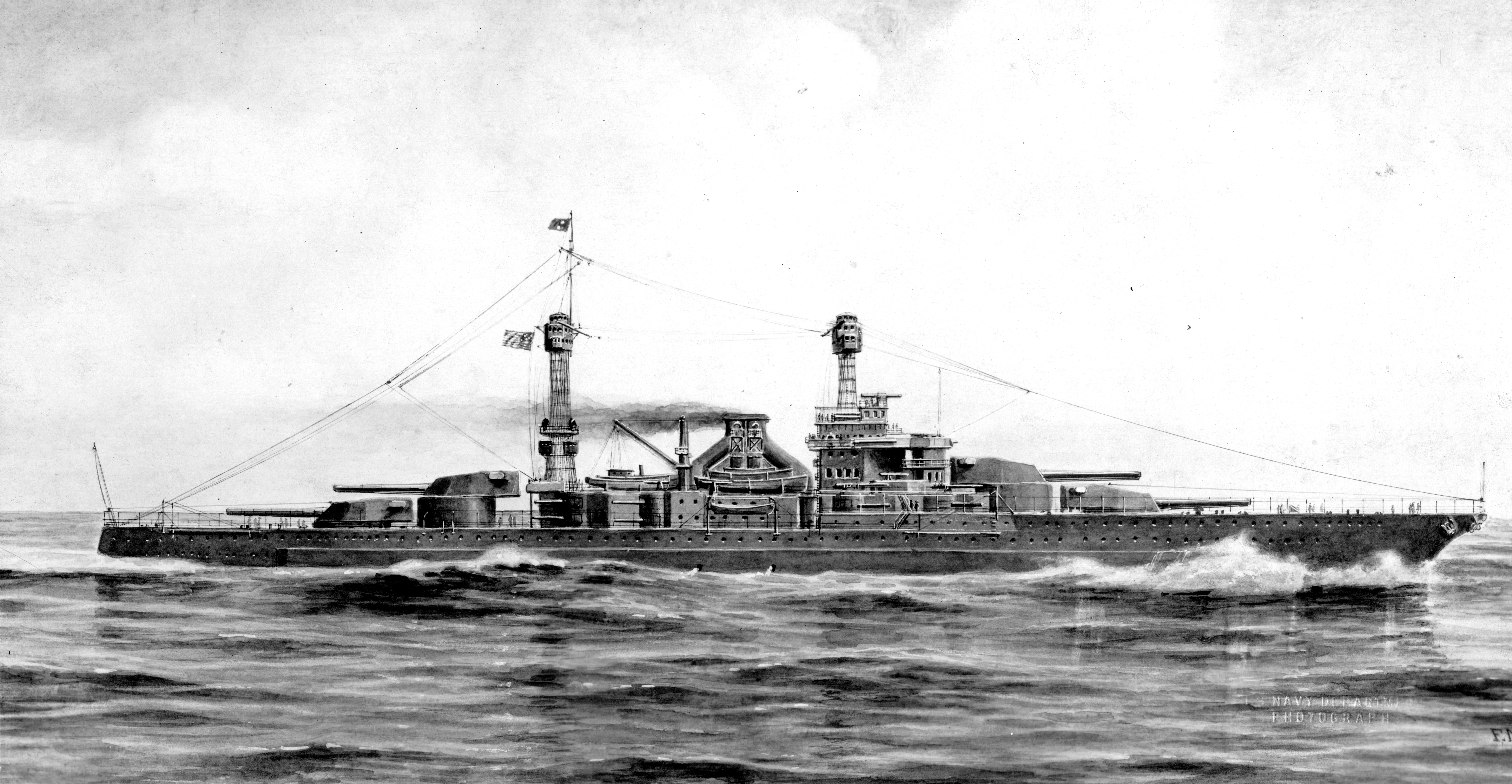
Wizja amerykańskich anulowanych pancerników typu South Dakota

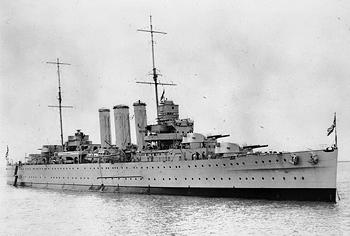
HMS „Cornwall” typu County – przedstawiciel brytyjskich wczesnych krążowników ciężkich

## Ograniczenia wyporności indywidualnej
Ponadto, w artykule V ograniczono na przyszłość wielkość nowych okrętów liniowych do 35 000 ton standardowych (35 560 ton metrycznych) wyporności standardowej – po raz pierwszy zdefiniowanej dla potrzeb traktatu, celem ujednolicenia kryteriów wyporności (była to wyporność okrętu w stanie gotowym do walki, z zapasami i załogą, lecz bez paliwa i zapasowej wody do kotłów). Maksymalny kaliber dział okrętów liniowych określono na 406 mm (16 cali) (artykuł VI).
Wielkość nowo budowanych lotniskowców ograniczono do 27 000 ts (27 432 t), zezwolono jednak na przebudowę do dwóch większych lotniskowców z okrętów liniowych przewidzianych do złomowania (o wyporności do 33 000 ts / 33 528 t) (art. IX). Kaliber dział lotniskowców ograniczono do 203 mm, ograniczono też liczbę dział kalibru ponad 152 mm do maksymalnie 10 (art. X).
Wielkość innych okrętów, poza liniowymi i lotniskowcami, ograniczono do 10 000 ts (10 160 t), a kaliber ich dział do 203 mm (art. XI). Przede wszystkim miało to skutek, określając maksymalne parametry klasy krążowników. Wszystkie powyższe ograniczenia dotyczyły także ewentualnych okrętów budowanych na eksport dla państw spoza stron traktatu (art. XV). W związku z faktem że łączny maksymalny tonaż okrętów o wyporności do 10 000 ton standardowych nie został ustalony traktatem, każdy z jego sygnatariuszy budował jak największą liczbę okrętów maksymalnie wykorzystujących ów limit, co spowodowało budowę dużej liczby okrętów tej wielkości na świecie, które uzyskały nazwę krążowników traktatowych. Ich wspólną cechą była wyporność bliska 10 000 tonom oraz wyposażenie w maksymalnie dopuszczone działa 203 mm.

## Ograniczenia budowy
Okręty liniowe i lotniskowce mogły być co do zasady zastępowane nowymi po 20 latach od ukończenia, wcześniej – w razie przypadkowej utraty. Zabroniono przekonstruowania istniejących okrętów liniowych i lotniskowców, poza polepszeniem ochrony przeciwtorpedowej i przeciwlotniczej w postaci dodania na zewnątrz burt przedziałów przeciwtorpedowych (tzw. bąbli – bulges) lub dodania pokładu ochronnego, co mogło zwiększyć wyporność o 3000 ts (3048 t). Niedopuszczalne były zmiany pancerza burtowego, kalibru i liczby głównych dział oraz rodzaju ich podstaw (głównie kąta podniesienia, przekładającego się na wzrost zasięgu artylerii).

### Wyjątki
Najistotniejszą konsekwencją traktatu było ograniczenie liczby posiadanych okrętów liniowych do wyliczonych w traktacie. Państwa zobowiązały się do wycofania pozostałych okrętów tej klasy oraz do niebudowania nowych do 1931 roku. Od tej zasady wprowadzono jedynie kilka wyjątków, uzasadnionych wiekiem i jakością posiadanych okrętów:
- USA mogły dokończyć budowę dwóch pancerników typu Colorado (art. II traktatu),
- Wielka Brytania mogła zbudować w latach 1922–1925 dwa nowe pancerniki (późniejsze HMS „Nelson” i „Rodney”) (art. II),
- Francja i Włochy mogły zacząć w latach 1927 i 1929 budowę dwóch nowych pancerników (z czego nie skorzystały).

Od 1931 roku wszyscy sygnatariusze mogli budować nowe okręty liniowe, lecz jedynie na wymianę starych, według harmonogramu ustalonego do 1942 roku.
Ponadto, w art. XIX traktatu waszyngtońskiego USA, Wielka Brytania i Japonia uznały status quo części swoich posiadłości na Pacyfiku i zobowiązały się nie rozbudowywać na nich fortyfikacji i baz morskich w stosunku do stanu z chwili podpisania traktatu.

## Efekty
W wyniku ustaleń traktatu przerwano i anulowano budowę wielu ciężkich okrętów – m.in. amerykańskich pancerników typu South Dakota i krążowników liniowych typu Lexington oraz japońskich pancerników typu Kaga i krążowników liniowych typu Amagi. Część z nich przebudowano na lotniskowce (japońskie „Kaga” i „Akagi”, amerykańskie typu Lexington, francuski „Béarn”).
Efektem traktatu waszyngtońskiego oraz przedłużającego obowiązywanie jego ograniczeń do końca 1936 roku traktatu londyńskiego, było zahamowanie budowy pancerników na świecie z nielicznymi wyjątkami, na prawie 15 lat. Okres ten nazywany jest w literaturze „wakacjami morskimi”. Traktat spełnił w ten sposób swój zasadniczy cel rozbrojeniowy, przerywając wyścig zbrojeń w dziedzinie budowy coraz silniejszych pancerników. Na lata 20. planowano już budowę pancerników o wyporności standardowej dochodzącej do 48 000 ton i kalibrze artylerii do 457 mm w przypadku japońskiego typu Nr 13 i brytyjskiego N 3 – wobec ograniczeń traktatowych, parametry takie nie zostały osiągnięte aż do typu Yamato, który wszedł do służby dopiero w 1941 roku. Ubocznym efektem zakazu budowy okrętów liniowych i ograniczenia wielkości krążowników stała się jednak budowa licznych krążowników ciężkich o maksymalnych dopuszczalnych charakterystykach – 10 000 ts i działa 203 mm, nazywanych dlatego początkowo „krążownikami waszyngtońskimi” (z powodu narzuconych odgórnie charakterystyk, większość okrętów tej klasy cierpiała jednak z powodu słabego opancerzenia).
Z wyników konferencji waszyngtońskiej najbardziej niezadowolona była Japonia. Nastroje te wzmogły się po objęciu tronu przez cesarza Hirohito, po śmierci dotychczasowego cesarza Yoshihito w 1926 roku. Silny rozwój przemysłu japońskiego umożliwiał intensywną rozbudowę armii, a zwłaszcza floty wojennej. To ostatnie wkrótce zaczęło budzić niezadowolenie w Waszyngtonie i Londynie.
Traktat miał obowiązywać przynajmniej do 31 grudnia 1936 roku, a jeśli żaden z sygnatariuszy nie zawiadomił dwa lata przed tą datą o zamiarze nieprzedłużania traktatu, wówczas traktat miał obowiązywać także po tej dacie, do upływu dwóch lat od momentu wypowiedzenia traktatu przez któregokolwiek z sygnatariuszy (art. XXIII). Kolejnym morskim traktatem rozbrojeniowym, przedłużającym zakaz budowy okrętów liniowych i dalej zacieśniającym ograniczenia płynące z traktatu waszyngtońskiego, był traktat londyński z 1930 roku. Ponieważ jednak Japonia ogłosiła w grudniu 1934 zamiar zakończenia obowiązywania traktatu waszyngtońskiego i wycofała się z konferencji londyńskiej w 1936 roku, przestał on obowiązywać 31 grudnia 1936 roku.